# Cuerpo de Bomberos de San Pedro de la Paz
El Cuerpo de Bomberos de San Pedro de la Paz (CBSPP) corresponde a una corporación privada, sin fines de lucro, conformada por 4 compañías de bomberos de la comuna de San Pedro de la Paz, Chile. Forma parte de la Junta Nacional de Cuerpos de Bomberos de Chile.

## Historia

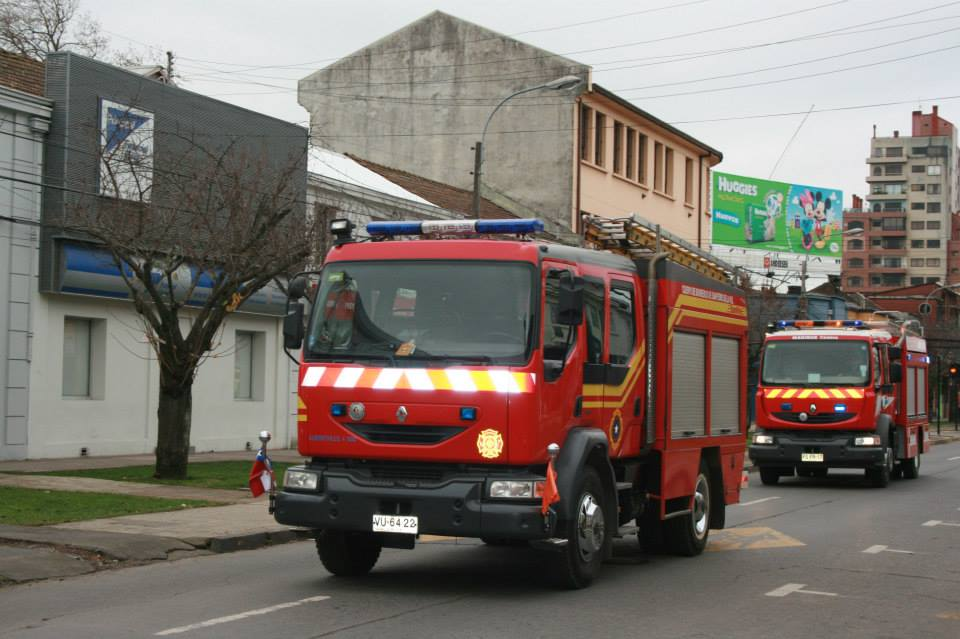
Unidad de Materiales Peligrosos de la 1.ª Compañía, ubicada en el sector de San Pedro Viejo.

Hasta 1999, el Cuerpo de Bomberos de Concepción contaba con 14 compañías que prestaban servicios a los sectores de Concepción y San Pedro de la Paz, pertenecientes en ese entonces a la comuna de Concepción hasta la creación de la comuna de San Pedro de la Paz en 1995.
El 21 de noviembre de 1999, en los Campos Deportivos de Llacolén, se realiza el acta y la firma de los estatutos para construir una corporación sin fines de lucro denominada Cuerpo de Bomberos de San Pedro de la Paz y que agrupaba a las compañías 11, 12, 13 y 14 del Cuerpo de Bomberos de Concepción. Su presidente y superintendente designado fue Agilolf Reisenegger.
El 11 de septiembre de 2000 se concede la personalidad jurídica mediante el Decreto 871 del Ministerio de Justicia, aprobándose los estatutos.
En el año 2001 el Cuerpo de Bomberos de San Pedro de la Paz elige a sus primeros Oficiales Generales, siendo el primer superintendente Manuel Salgado Araneda.

## Oficialidad General
Los oficiales son elegidos bienalmente. La oficialidad para el período 2025-2026 está constituida por:
| Superintendente     | Sebastián Matamala Cofré   |
| Vicesuperintendente | Patricio Inostroza Antipil |
| 1.° comandante      | Orlando Contreras Beltrán  |
| 2.° comandante      | Víctor Betancurt Saavedra  |
| 3.° comandante      | Alejandra Quiero Quiero    |
| Secretario general  | Eduardo Merino Peña        |
| Tesorero general    | Miguel Orellana Castillo   |
| Intendente General  | Carlos Lara Corona         |

## Compañías
El Cuerpo de Bomberos de San Pedro de la Paz se encuentra conformado por las siguientes compañías:
| Nombre                                              | Fundación | Lema                  | Especialización                                       | Unidades               |
| --------------------------------------------------- | --- | --------------------- | ----------------------------------------------------- | ---------------------- |
| 1° Compañía "Cincuentenaria" de San Pedro de la Paz | 23 de noviembre de 1958 (fundada como 6° Compañía del Cuerpo de Bomberos de Coronel)                                                         | Unión y Superación    | AGUA, HAZMAT y FORESTAL                               | B-1 ; BH-1 ; F-1 ; Z-1 |
| 2° Compañía de San Pedro de la Paz                  | 14 de noviembre de 1971 (fundada como 3.ª Compañía del Cuerpo de Bomberos de Coronel, Ex 12.ª Compañía del Cuerpo de Bomberos de Concepción) | Juventud y Sacrificio | Agua, zapadores, rescate vehicular, rescate en altura | B-2 ; BQ-2 ; RX-2      |
| 3.° Compañía de San Pedro de la Paz                 | 6 de octubre de 1986 ( anteriormente Decimotercera Cia. del Cuerpo de Bomberos de Concepción)                                                | Voluntad y Sacrificio | Agua, incendios forestales y rescate vehicular        | B-3 ; F-3 ; R-3 ; J-3  |
| 4.° Compañía de San Pedro de la Paz                 | 4 de abril de 1990 (fundada como 14° compañía del Cuerpo de Bomberos de Concepción)[cita requerida]                                          | Disciplina y Coraje   | Agua y zapadores                                      | B-4 ; BQ-4             |

### Primera Compañía de Bomberos de San Pedro de la Paz
La Primera Compañía de Bomberos de San Pedro de la Paz es una organización de carácter voluntario perteneciente al Cuerpo de Bomberos de San Pedro de la Paz. Es conocida también como Cincuentenaria en honor a su aniversario número 50.

#### Historia
El 23 de noviembre de 1958 se funda la 6.° Compañía de Bomberos de Coronel bajo el lema "Unión y Superación" en la Escuela Pública n.º 17 de Coronel en presencia de autoridades comunales, gubernamentales y miembros del directorio del Cuerpo de Bomberos de Coronel, constituyendo su primera oficialidad como:[cita requerida]
| Director    | Isidro Cornejo    |
| Secretario  | Juan Sepúlveda    |
| Tesorero    | Cardenio Carvajal |
| Capitán     | Heraldo Salazar   |
| Teniente 1° | Rolando Alarcón   |

El 2 de febrero de 1980, la modificación de los límite comunales obliga a la compañía a formar parte del Cuerpo de Bomberos de Concepción como la 11° Compañía de Bomberos de Concepción.
En el año 1999 se crea el Cuerpo de Bomberos de San Pedro de la Paz y la compañía pasa a ser la 1° Compañía de Bomberos de San Pedro de la Paz.

#### Material mayor
Actualmente la compañía dispone de una Unidad Hazmat, una Unidad Bomba , una Unidad Cisterna y de una Unidad Forestal. A continuación se muestran los modelos de carros disponibles:
| Marca         | Modelo         | Superstructura | Año  | Tipo de vehículo |
| ------------- | -------------- | -------------- | ---- | ---------------- |
| Renault       | Midlum 210 4x2 | Camiva         | 2002 | UNIDAD HAZMAT    |
| Iveco         | 160E30         | Magirus        | 2017 | UNIDAD BOMBA     |
| Mercedes-Benz | 1617           | Rosenbauer     | 1989 | UNIDAD CISTERNA  |
| MAN           | TGM 340        | ITURRI         | 2021 | UNIDAD FORESTAL  |

#### Oficialidad
Los oficiales administrativos y operativos son elegidos bienalmente. La actual oficialidad de la compañía para el período 2025-2026 está constituida por:
| Oficiales administrativos | Oficiales administrativos  | Oficiales operativos | Oficiales operativos         |
| Director                  | Braulio Castro Silva       | Capitán              | Alejandro Arévalo Toloza     |
| Secretario                | Ricardo Palma Cardenas     | Teniente 1°          | Cristian Caamaño Caamaño     |
| Tesorero                  | Vicente Salinas Valenzuela | Teniente 2°          | Santiago Segura Quiroga      |
| Intendente                | Marcelo Rojas Lopez        | Teniente 3°          | Ari Arratia Chibbaro         |
|                           |                            | Teniente 4°          | Jorge Galleguillos Rodriguez |
|                           |                            | Ayudante             | Grelly Rebolledo Quiero      |

### Segunda Compañía de Bomberos de San Pedro de la Paz
La Segunda Compañía de Bomberos de San Pedro de la Paz es una organización de carácter voluntario perteneciente al Cuerpo de Bomberos de San Pedro de la Paz. Actualmente cuenta con 81 voluntarios, 3 unidades, 2 especialidades (agua y escala) y 2 subespecialidades (rescate vehicular y rescate en altura).

#### Historia
El 14 de noviembre de 1971 se funda la 3ª Compañía del Cuerpo de Bomberos de Coronel bajo el lema "Juventud y Sacrificio" tras una reunión presidida por Jorge Labbé y que contó con delegados del Rotary Club de la Villa San Pedro y una veintena de jóvenes.
Al poco tiempo, se le entrega a la compañía unas dependencias de dos pisos destinada futuramente a un colegio y que constituye provisoriamente su primer cuartel.
En 1973, el Servicio de Vivienda y Urbanización entrega en comodato el actual terreno de la compañía, comenzando así la construcción de un cuartel definitivo. La compañía adquiere además su primer material mayor al comprar un antiguo carro al Cuerpo de Bomberos de Coronel. A pesar del deteriorado estado del vehículo, fue reparado por la compañía y puesto en servicio.
A mediados de 1980, se modifican los límites comunales y el sector de San Pedro de la Paz pasa a formar parte de la comuna de Concepción. Debido a esto, la compañía debe entregar todo su material mayor y menor y gran parte de su implementación al Cuerpo de Bomberos de Coronel. A su vez, la compañía pasa a formar parte del Cuerpo de Bomberos de Concepción como la 12ª Compañía de Bomberos de Concepción.
En 1983, malas gestiones administrativas desembocan en la intervención de la compañía durante 6 años y la dada de baja de la mayoría de sus voluntarios activos. Con la compañía intervenida y bajo la dirección de Carlos Melo Melo, Honorario del Cuerpo de Bomberos de Concepción y Voluntario de la 3.ª Compañía, se forman nuevos oficiales, capacitándose mediante la asignación de responsabilidades y logrando terminar la intervención en buena posición frente a las demás compañías.
En 1996, se constituye la comuna de San Pedro de la Paz y su rápido crecimiento obligó a la creación en 1999 del Cuerpo de Bomberos de San Pedro de la Paz y donde formarían parte las compañías 11, 12, 13 y 14 del Cuerpo de Bomberos de Concepción. De esta manera, la compañía pasa a ser la 2ª Compañía de Bomberos de San Pedro de la Paz.
El 8 de septiembre de 2014 comienza la construcción del actual cuartel de la compañía en el mismo sitio donde se halla emplazado en ese entonces en un proyecto gestionado por la Municipalidad de San Pedro de la Paz y financiado por el Gobierno Regional. Con el avance de la construcción, en marzo de 2015 la compañía trasladó provisoriamente su cuartel a otro sitio cercano. El 2 de mayo de 2016 se da entrega oficial de las actuales dependencias.

#### Cuartel
El cuartel de la Segunda Compañía de Bomberos se encuentra ubicado en la Villa San Pedro, en calle Los Mañíos 1545, junto a la Superintendencia del Cuerpo de Bomberos de San Pedro de la Paz.
El primer nivel cuenta con un salón de honor utilizado para las ceremonias de la compañía. En el segundo nivel se hallan oficinas y una sala de reuniones para el trabajo de oficiales y voluntarios, un área de descanso (salón de voluntarios) y seis dormitorios habilitados para la pernoctación de los voluntarios durante las guardias nocturnas.
La sala de máquinas tiene capacidad para tres carros. Además el cuartel cuenta con un sistema de respaldo eléctrico automático y estanques de agua potable para poder continuar con su funcionamiento en caso de catástrofes.
Estructuralmente, los elementos soportantes, cubiertas y entrepisos del edificio del cuartel son metálicos y el cerramiento está basado en tabiques tipo Metalcom.

#### Material mayor
Actualmente la compañía dispone de un carro portaescalas y salvamento y un carro de rescate vehicular pesado. A continuación se muestran los modelos de carros disponibles y sus capacidades:
| Marca   | Modelo     | Superstructura          | Año  | Capacidad de estanque | Capacidad de voluntarios | Tipo de vehículo                           |
| ------- | ---------- | ----------------------- | ---- | --- | ------------------------ | ------------------------------------------ |
| MAN     | TGM 18.340 | Magirus                 | 2019 | 4000 litros | 8+1                      | Carro Bomba Urbano Mayor (TLF)             |
| MAN     | TGM 18.340 | Magirus                 | 2022 | Sistema CAFS, Equipos de Extricación, Cojines Levantamiento de Alta y Baja Presión, Sistema Alzaprimas Paratech, Equipos de Operaciones Verticales, Entre Otros. | 8+1                      | Carro de Rescate Técnico Pesado (TLF 4000) |
| Renault | Midlum 210 | Camiva Albertville 4000 | 2003 | 4000 litros | 7+1                      | Carro Bomba Portaescalas                   |

##### Unidades antiguas
A continuación se muestran antiguas unidades que pertenecieron a la compañía:
| Marca         | Modelo         | Superstructura | Año  | Tipo de vehículo                                          | Años de servicio |
| ------------- | -------------- | -------------- | ---- | --------------------------------------------------------- | ---------------- |
| Ford          | F-600          |                | 1960 | Carro de transporte de personal                           | 1973 - 1979      |
| Nissan        | 680            |                | 1961 | Carro de transporte de personal (adaptado a portaescalas) | 1980 - 1985      |
| Mercedes-Benz |                | Metz           | 1956 | Carro bomba (adaptado a portaescalas)                     | 1985 - 1990      |
| Mercedes-Benz | LAF 1113 Turbo |                | 1968 | Carro bomba (adaptado a portaescalas)                     | 1990 - 2003      |
| Renault       | B90            | Camiva         | 1990 | Carro de rescate vehicular                                | 2001 - 2013      |
| Renault       | S170           | Camiva         | 1985 | Carro de Rescate Técnico Pesado                           | 2013 - 2022      |

#### Brigada de Cadetes
El 10 de septiembre de 1982 se funda la Brigada de Cadetes de la Segunda Compañía de Bomberos de San Pedro de la Paz bajo el lema "Lealtad y Excelencia" con el objetivo de entrenar y capacitar a jóvenes entre 14 y 16 años para constituirse como futuros bomberos voluntarios de la compañía.
Actualmente la Brigada de Cadetes cuenta con 8 cadetes y 9 postulantes.

#### Oficialidad
Los oficiales administrativos y operativos son elegidos bienalmente. La actual oficialidad de la compañía para el período 2019-2020 está constituida por:
| Oficiales administrativos | Oficiales administrativos | Oficiales operativos | Oficiales operativos    |
| Director                  | Víctor Yáñez Castillo     | Capitán              | Víctor Molina Cifuentes |
| Secretario                | Sylvia Aguirre Belmar     | Teniente 1.°         | César Azocar Muñoz      |
| Tesorero                  | Luis Soto Varela          | Teniente 2.°         | Rodrigo Jara Aranguiz   |
| Intendente                | Gonzalo Salgado Ahumada   | Teniente 3.°         | Sergio Cea Chamorro     |
|                           |                           | Teniente 4°          | Mario Zúñiga Villarroel |
|                           |                           | Ayudante             | Rodrigo Rivas Montes    |

#### Himno
| Himno de la Segunda Compañía de Bomberos de San Pedro de la Paz |
| El silencio de pronto para nosotros se rompió Y nuestra sirena su ulular hace escuchar Está llamando para que vayamos a luchar y a socorrer a aquel que en peligro está.      |
| Al trote mi casaca y mi casco me pondré Mi corazón con ganas de ayudar yo vestiré Despreciando el peligro que se ha de presentar Soy de la doce y al llamado no he de faltar. |
| Doceava Compañía ejemplo de juventud Un lema de honor que por siempre nos guiará Siguiendo por la misma senda que llevamos hoy Somos vigías de toda la comunidad.             |
| Al trote mi casaca y mi casco me pondré Mi corazón con ganas de ayudar yo vestiré Despreciando el peligro que se ha de presentar Soy de la doce y al llamado no he de faltar. |